# Reubin Askew
Reubin O’Donovan Askew (ur. 11 września 1928 w Muskogee, zm. 13 marca 2014 w Tallahassee) – amerykański polityk, działacz Partii Demokratycznej.

## Życiorys
Askew urodził się w Muskogee w Oklahomie, wkrótce jego rodzina przeprowadziła się na Florydę. Po II wojnie światowej służył w armii. Następnie ukończył studia i na lata 1951–1953 powrócił do armii. W roku 1956 ożenił się z Donną L. Harper, z którą miał córkę i syna. Był prezbiterianinem.
W 1956 został asystentem prokuratora okręgowego w Escambia County. W latach 1958–1962 zasiadał w stanowej izbie reprezentantów, a następnie w latach 1962–1970 w stanowym senacie, którego był prezydentem pro tempore w latach 1969–1970.
W 1972 został wybrany gubernatorem Florydy. Jako pierwszy południowy gubernator oficjalnie poparł desegregację i rozszerzenie praw obywatelskich. Był jednym z gubernatorów tzw. Nowego Południa (jak Albert Brewer w Alabamie, Jimmy Carter w Georgii, Dale Bumpers w Arkansas czy później Bill Clinton także w Arkansas). Na gubernatora wybrano go ponownie w 1974.
Kandydat Partii Demokratycznej w wyborach prezydenckich w roku 1976 Jimmy Carter zaoferował mu wspólny start jako kandydata na wiceprezydenta, ale Askew odrzucił tę ofertę.
Po zakończeniu kadencji gubernatorskiej w 1979 prezydent Carter mianował Askewa reprezentantem ds. handlu w swojej administracji, który to urząd były gubernator pełnił do końca rządów Cartera.
W 1984 Askew bezskutecznie ubiegał się o uzyskanie nominacji demokratów jako kandydat na prezydenta. Po uzyskaniu ostatniego miejsca w prawyborach w New Hampshire wycofał się z wyścigu.
Jego imieniem nazwany jest wydział polityczno-administracyjny uniwersytetu stanowego. Został uznany też przez specjalistów z Harvardu za jednego z 10 najlepszych gubernatorów w XX wieku. Mieszkał w Tallahassee.
"On był gubernatorem gubernatorów” (He was a governor's governor) powiedział o nim jeden z jego kolegów po fachu, były gubernator Michigan. Niektórzy nazywali go też „Reubin the Good”.

## Pełnione funkcje
- 1959–1963 – członek stanowej Izby Reprezentantów
- 1963–1970 – stanowy senator
- 1969–1970 – Prezydent pro tempore stanowego Senatu

### W sieci
- Oficjalny portret i biografia
- największych mieszkańców Florydy w XX wieku
- Reubin Askew w bazie Notable Names Database (ang.)